# ヨーゼフ・クラウスナー

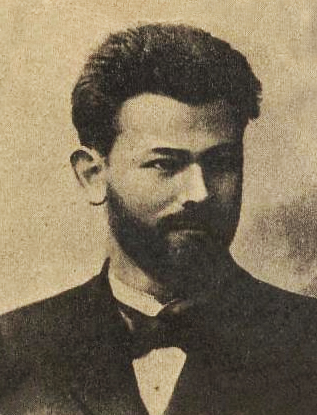
ヨーゼフ・クラウスナー

ヨーゼフ・クラウスナー（Joseph Klausner, 1874年8月15日 - 1958年10月27日）はポーランド（リトアニア）生まれのユダヤ教徒の宗教学者。

## 生涯
ロシア帝国領のリトアニアで生まれ、後に家族でオデッサに移住し、そこで教育を受ける。ハイデルベルク大学で学び、1904年から1919年までオデッサ大学に勤務。
1912年にはじめてパレスチナを訪問し、1919年にその地に移住。1925年以来ヘブライ大学の教授。ユダヤ教徒の立場からのキリスト教研究を、ヘブライ語の著作で行った研究者である。1958年、イスラエル賞受賞。エルサレムで死去。
なお、クラウスナー家はリトアニアとウクライナに下地を持ち、作家のアモス・オズ（旧名アモス・クラウナー）は親戚（同じクラウスナー家）である。

## 主な著作
- "Jeschu haNozri"（ナザレのイエス）（1922年）
- イエスからパウロへ（1939年）